# ۲۴۵ خیابان پارک
۲۴۵ خیابان پارک یک آسمان‌خراش واقع در منهتن، ایالات متحده آمریکا می‌باشد؛ و ۱۹۶۷ به پایان رسید. مساحت زیربنای آن ۱٬۷۱۹٬۰۰۰ فوت مربع (۱۵۹٬۷۰۰ متر مربع)، تعداد طبقاتش ۴۸ است.